# 尼康D3X
Nikon D3X是尼康公司于2008年12月1日发布的具有24.5百万像素的全画幅 (35mm) 数码单镜反光相机 (DSLR)。D3X与D3一起成为尼康公司DSLR产品线的顶端产品。

## 榮譽
- 2009年，D3x贏得影像技術媒體協會（TIPA）歐洲最佳影像產品的「最佳專業數位單眼相機（Best D-SLR Professional）」獎項。[1]